# Kanzel (Grenade)

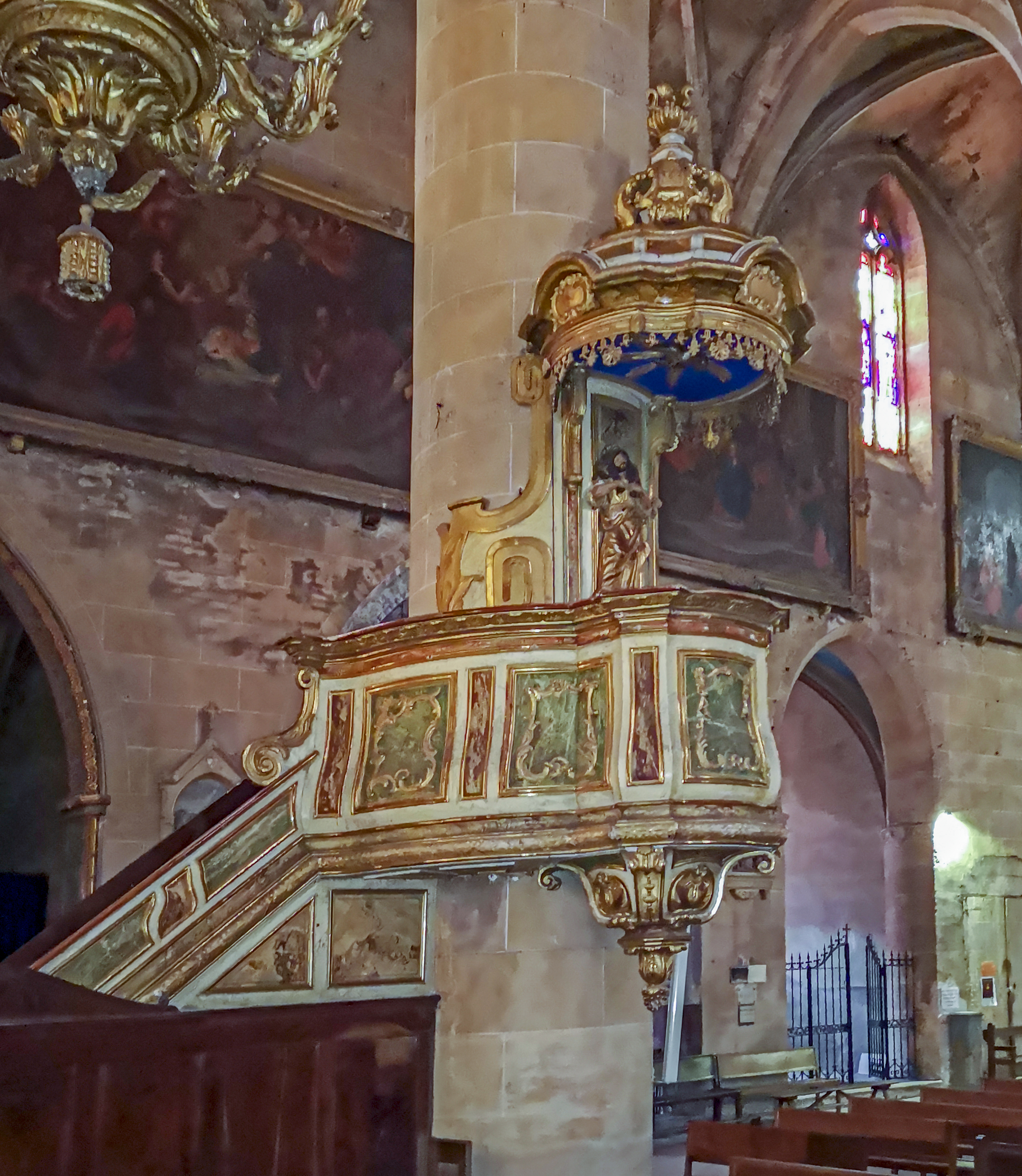
Kanzel in Grenade

Die Kanzel in der katholischen Kirche Notre-Dame-de-l’Assomption in Grenade, einer französischen Kleinstadt im Département Haute-Garonne der Region Okzitanien, wurde 1769 geschaffen. Im Jahr 1923 wurde die barocke Kanzel als Monument historique in die Liste der geschützten Objekte (Base Palissy) in Frankreich aufgenommen.
Die fünf Meter hohe Kanzel aus Holz, die vom Kunstschreiner Lafon geschaffen wurde, ist vergoldet und marmoriert bemalt. Auf der Kanzelwand ist die Holzskulptur des Guten Hirten zu sehen. Der reich vergoldete Schalldeckel ist an der Unterseite mit der Heiliggeisttaube geschmückt.